# DNK (álbum de Aya Nakamura)
DNK es el cuarto álbum de estudio de la cantante francesa Aya Nakamura.                                                                                        Fue lanzado el 27 de enero de 2023 a través de Warner Music France.
El álbum cuenta con apariciones especiales como SDM, Tiakola, Myke Towers y KIM. Fue precedido por el sencillo «SMS», que alcanzó el top 20 en el país de origen de Nakamura, Francia, en el número 16, luego por «Baby», que alcanzó el top 3 en el país de origen de Nakamura, Francia, en el número 2, en Valonia en el número 27 y en Suiza en el 32.

## Contexto y promoción
Nakamura anunció su álbum a través de una transmisión en vivo en YouTube el 6 de enero de 2023, junto con sus productos nuevos que incluyen sudaderas con capucha, camisetas y CD. También anunció los métodos de compra preventa para su concierto en el Accor Arena el 26 de mayo de 2023, que se agotaron casi de inmediato.
DNK es el acrónimo de «Danioko», el verdadero nombre de la cantante.

## Lista de canciones
| DNK |                                 |               |          |  |
| N.º | Título                          | Productor(es) | Duración |  |
| 1.  | «Corazon»                       | Seysey        | 2:45     |  |
| 2.  | «Baby»                          | Nakamura      | 2:42     |  |
| 3.  | «Daddy» (feat. SDM)             | Drama State   | 3:17     |  |
| 4.  | «SMS»                           | Hardlevel     | 2:33     |  |
| 5.  | «Tous les jours»                | Hardlevel     | 2:50     |  |
| 6.  | «T'as peur (feat. Myke Towers)» | Max • Seny    | 3:35     |  |
| 7.  | «Beleck»                        | Hardlevel     | 2:19     |  |
| 8.  | «Cadeau» (feat. Tiakola)        | Hardlevel     | 2:31     |  |
| 9.  | «J'ai mal»                      | Max • Seny    | 2:33     |  |
| 10. | «Coller»                        | Seysey        | 2:51     |  |
| 11. | «Le goût»                       | Seysey        | 2:47     |  |
| 12. | «Chacun» (feat. Kim)            | Max • Seny    | 3:05     |  |
| 13. | «Haut niveau»                   | Starow        | 3:02     |  |
| 14. | «Bloqué»                        | Boumidjal     | 2:34     |  |
| 15. | «Fin»                           | Hardlevel     | 2:24     |  |

## Posicionamiento en listas

### Semanales
| Lista (2023)                | Mejor posición |
| --------------------------- | -------------- |
| Bélgica (Ultratop Flanders) | 65             |
| Bélgica (Ultratop Wallonia) | 2              |
| Francia (SNEP)              | 1              |
| Suiza (Schweizer Hitparade) | 6              |

## Certificaciones
| País    | Organismo certificador | Certificación | Ventas certificadas | Ref.   |
| ------- | ---------------------- | ------------- | ------------------- | ------ |
| Francia | SNEP                   | Platino       | 100 000             | [ 10 ] |